# Navicularius

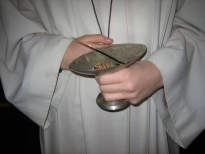
Navicularius met wierookscheepje

De Navicularius of navicular (van Lat. naviculum 'wierookschip' en ferre 'dragen') is in de katholieke liturgie een misdienaar, die een met wierookkorrels gevuld wierookscheepje draagt. Hij begeleidt steeds de thuriferarius die het wierookvat draagt. 
Hij geeft de priester het scheepje ter bijvulling van het wierookvat met wierookkorrels of hij legt zelf wierook op de kolen.
Het bijvullen is voor elke bewieroking nodig. Daarbij gaan de thuriferar en de navicular naar de priester en knielen neer. De thuriferar opent het wierookvat en houdt het voor de priester. De navicular opent het scheepje en houdt het daarnaast.  De priester neemt vervolgens het lepeltje uit het scheepje en schept wierookkorrels die hij op de gloeiende kolen legt. Daarna zegent de priester de wierook en neemt hij het vat van de thuriferar aan.
In andere gevallen, zoals in een Tridentijnse mis lopen de navicularius, thuriferarius en de ceremoniarius het altaar op. De navicularius geeft het wierookscheepje vervolgens aan de ceremoniarius, terwijl de thuriferarius het wierookvat opent en voor de priester houdt. De ceremoniarius opent het scheepje en biedt de priester het lepeltje aan. Vervolgens schept de priester wierook uit het scheepje en legt deze op de gloeiende kolen en geeft het lepeltje weer terug aan de ceremoniarius. Daarna zegent de priester de wierook. De ceremoniarius geeft het scheepje terug aan de navicularius en neemt vervolgens het wierookvat van de thuriferarius over. De navicularius gaat van het altaar af, terug naar zijn plaats en de ceremoniarius geeft het wierookvat aan de priester. 
Soms moet de navicularius zelf wierook bijvullen, bijvoorbeeld bij de prefatie om tijdens de consecratie het Allerheiligste te bewieroken.